# Liste des intercommunalités des Hautes-Pyrénées

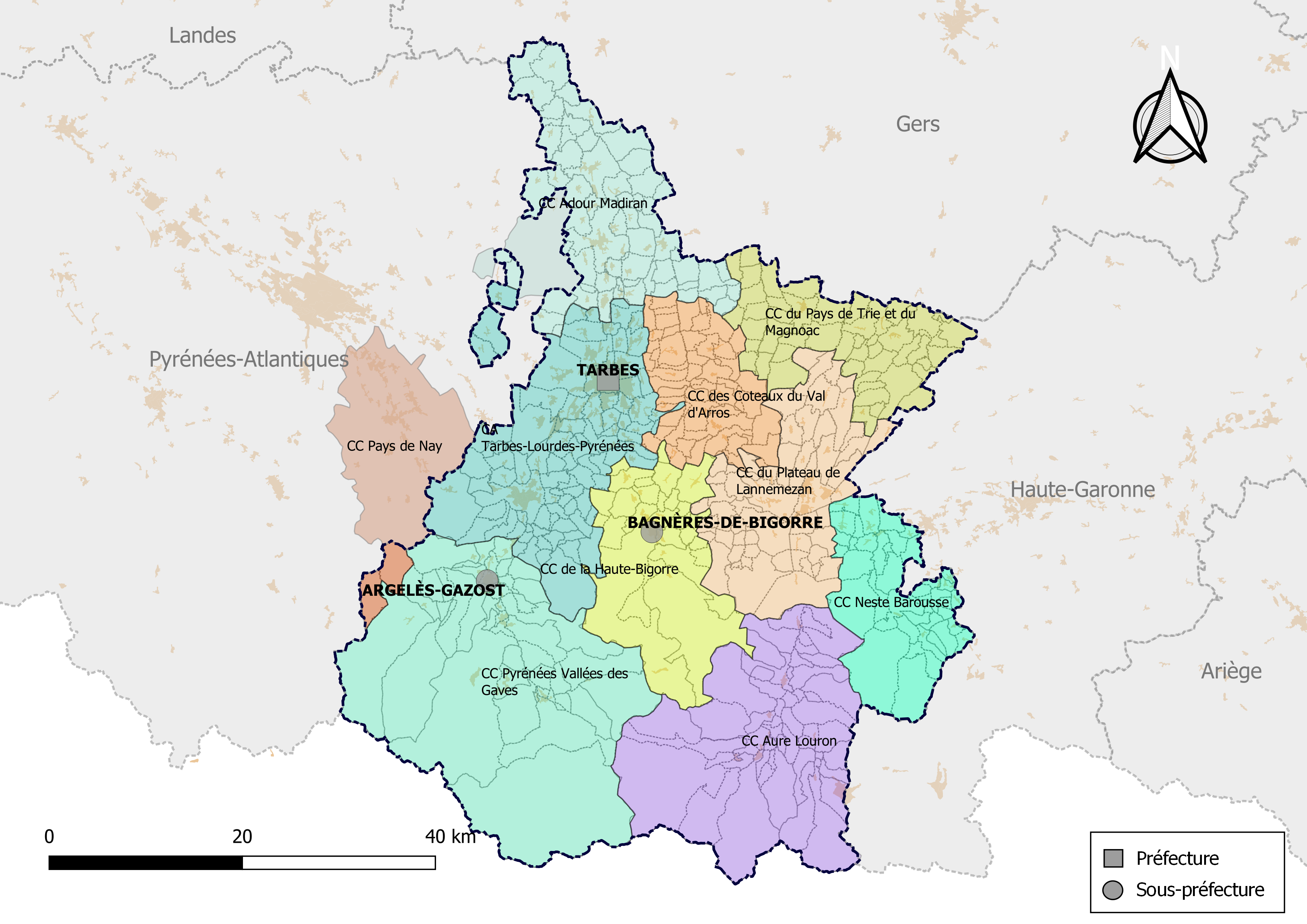
Carte des EPCI des Hautes-Pyrénées au 1er janvier 2019.

Depuis le 1er janvier 2017, le département des Hautes-Pyrénées compte 9 établissements publics de coopération intercommunale à fiscalité propre dont le siège est dans le département (1 communauté d'agglomération et 8 communautés de communes), dont un qui est interdépartemental. Par ailleurs 2 communes sont groupées dans une intercommunalité dont le siège est situé hors département.

## Intercommunalités à fiscalité propre en 2017
| Forme juridique                                           | Nom                                                | no SIREN  | Date de création | Nombre de communes      | Population (der. pop. légale) | Superficie (km2) | Densité (hab./km2) | Siège                  | Président                |
| --------------------------------------------------------- | -------------------------------------------------- | --------- | ---------------- | ----------------------- | ----------------------------- | ---------------- | ------------------ | ---------------------- | ------------------------ |
| Communauté d'agglomération                                | CA Tarbes-Lourdes-Pyrénées                         | 200069300 | 1er janvier 2017 | 86                      | 127 248 (2021)                | 614,80           | 207                | Juillan                | Gérard Trémège           |
| Communauté de communes                                    | CC Adour Madiran                                   | 200072106 | 1er janvier 2017 | 72                      | 23 955 (2021)                 | 525,0            | 46                 | Vic-en-Bigorre         | Frédéric Ré              |
| Communauté de communes                                    | CC du Plateau de Lannemezan Neste-Baronnies-Baïses | 200070787 | 1er janvier 2017 | 57                      | 17 665 (2021)                 | 429,60           | 41                 | Lannemezan             | Bernard Plano            |
| Communauté de communes                                    | CC de la Haute-Bigorre                             | 246500482 | 26 décembre 1994 | 25                      | 16 474 (2021)                 | 389,10           | 42                 | Bagnères-de-Bigorre    | Jacques Brune            |
| Communauté de communes                                    | CC Pyrénées Vallées des Gaves                      | 200070811 | 1er janvier 2017 | 46                      | 15 226 (2021)                 | 996,10           | 15                 | Argelès-Gazost         | Noël Pereira Da Cunha    |
| Communauté de communes                                    | CC des Coteaux du Val d'Arros                      | 200070803 | 1er janvier 2017 | 53                      | 11 065 (2021)                 | 260,50           | 43                 | Tournay                | Christian Alegret        |
| Communauté de communes                                    | CC Neste Barousse                                  | 200070829 | 1er janvier 2017 | 43                      | 7 292 (2021)                  | 304,0            | 24                 | Saint-Laurent-de-Neste | Yoan Rumeau              |
| Communauté de communes                                    | CC du Pays de Trie et du Magnoac                   | 200070795 | 1er janvier 2017 | 50                      | 6 798 (2021)                  | 330,20           | 21                 | Trie-sur-Baïse         | Gérard Barthe            |
| Communauté de communes                                    | CC Aure Louron                                     | 246500573 | 26 décembre 1995 | 46                      | 6 928 (2021)                  | 663,70           | 10                 | Arreau                 | Philippe Carrère         |
| Intercommunalité dont le siège est situé hors département |                                                    |           |                  |                         |                               |                  |                    |                        |                          |
| Communauté de communes                                    | CC Pays de Nay                                     | 246401756 | 1er janvier 2000 | 29 (dont 2 dans les 65) | 28 841 (2021)                 | 324,50           | 89                 | Bénéjacq (64)          | Christian Petchot-Bacqué |

## Historique du découpage intercommunal

### Découpage en 2010

#### Communauté d'agglomération
1. Communauté d'agglomération du Grand Tarbes[11]

#### Communautés de communes
Liste des EPCI des Hautes-Pyrénées  avec indication du nombre de communes membres, du nombre d'habitants et de la dotation globale de fonctionnement en 2010 :
| Nom de l'EPCI                    | Siège                   | Nombre de communes | Nombre d'habitants | DGF en 2010 (en euros) | Fiscalité TP |
| -------------------------------- | ----------------------- | ------------------ | ------------------ | ---------------------- | ------------ |
| Adour-Rustan-Arros               | Peyrun                  | 22                 | 4 582              | 279 257                |              |
| Arret Darré et Estéous           | Pouyastruc              | 7                  | 1 661              | 66 725                 |              |
| Aure                             | Arreau                  | 9                  | 1974               | 212 946                | TPU          |
| Aure 2008                        | Saint-Lary-Soulan       | 2                  | 1306               | 36 183                 |              |
| Baïses                           | Galan                   | 11                 | 2308               | 79 607                 |              |
| Baronnie des Angles              | Lézignan                | 8                  | 1 352              | 77 349                 |              |
| Baronnies                        | Sarlabous               | 17                 | 1 575              | 257 281                |              |
| Batsurguère                      | Ossen                   | 5                  | 1 027              | 70 430                 |              |
| Grand Tarbes                     | Tarbes                  | 12                 | 79 050             | 10 361 150             | TPU          |
| Canton de Saint-Laurent-de-Neste | Saint-Laurent-de-Neste  | 18                 | 4281               | 142 652                |              |
| Canton de Tournay                | Tournay                 | 25                 | 5760               | 133 149                |              |
| Canton d'Ossun                   | Juillan                 | 17                 | 12 480             | 883 343                | TPU          |
| Castelloubon                     | Juncalas                | 11                 | 1 147              | 65 190                 |              |
| Coteaux de l'Arros               | Cabanac                 | 11                 | 1 457              | 212 946                |              |
| Croix blanche                    | Arrodets-ez-Angles      | 4                  | 272                | 22 177                 |              |
| Gavarnie-Gèdre                   | Gèdre                   | 2                  | 434                | 3 309                  |              |
| Gespe Adour Alaric               | Arcizac-Adour           | 8                  | 4 506              | 207 128                |              |
| Haut-Arros                       | Asque                   | 5                  | 303                | 33 816                 |              |
| Haute-Bigorre                    | Bagnères-de-Bigorre     | 22                 | 16 684             | 1 916 799              | TPU          |
| Haute Vallée d'Aure              | Vielle-Aure             | 10                 | 1 360              | 228 155                | TPU          |
| Les Castels                      | Lascazères              | 3                  | 450                | 35 791                 |              |
| Madiranais                       | Castelnau-Rivière-Basse | 5                  | 1 618              | 57 025                 |              |
| Magnoac                          | Castelnau-Magnoac       | 29                 | 3 671              | 124 029                |              |
| Neste Baronnies                  | La Barthe-de-Neste      | 15                 | 5 335              | 131 418                |              |
| Pays de Lourdes                  | Lourdes                 | 10                 | 20 297             | 3 233 411              | TPU          |
| Pays de Trie                     | Lalanne-Trie            | 22                 | 3 678              | 534 029                |              |
| Plateau de Lannemezan            | Lannemezan              | 8                  | 7978               | 89 461                 |              |
| Pays Toy                         | Luz-Saint-Sauveur       | 15                 | 2771               | 29 360                 |              |
| Riou de Loules                   | Boulin                  | 9                  | 1371               | 73 516                 |              |
| Val d'Adour                      | Maubourguet             | 11                 | 5218               | 112 288                |              |
| Val d'Azun                       | Arrens-Marsous          | 10                 | 2 298              | 60 942                 |              |
| Vallée d'Argelès-Gazost          | Argelès-Gazost          | 16                 | 7 179              | 707 304                | TPU          |
| Vallée de la Barousse            | Mauléon-Barousse        | 25                 | 2 907              | 111 180                |              |
| Vallée de Saint-Savin            | Soulom                  | 7                  | 3 910              | 111 586                |              |
| Vallée du Louron                 | Bordères-Louron         | 15                 | 1 192              | 23 717                 |              |
| Veziaux d'Aure                   | Grezian                 | 9                  | 1 376              | 192 561                |              |
| Vic-Montaner                     | Vic-en-Bigorre          | 26                 | 11 447             | 1 000 815              | TPU          |

En 2010, les communes des Hautes-Pyrénées n'appartenant à aucune communauté de communes étaient
| - Angos - Asté - Aurensan - Barbazan-Debat - Bazet - Beyrède-Jumet - Cadeilhan-Trachère - Camalès | - Chis - Gayan - Geu - Lacassagne - Lagarde - Larroque - Montignac | - Oursbelille - Péré - Pujo - Sarniguet - Ségalas - Tramezaïgues - Uglas - Villenave-près-Marsac |

En 2011, toutes ces communes ont été rattachées à une communauté de communes.

#### Caractéristiques de la trame intercommunale
Nombre de communes par communauté :
Avant la réforme des collectivités territoriales intervenue en 2010, 2011 et 2012 et en cours d'achèvement, le territoire départemental était caractérisé par l’émiettement des communautés :
- 23 communautés sur 37 (soit 62,20 %) comptaient moins de 15 communes.
- 15 communautés (soit 40,50 %) comptaient moins de 10 communes, dont quatre, la plupart en zone de montagne, moins de cinq communes : CC Aure 2008 (deux communes), CC Les Castels, CC de la Croix Blanche, CC Gavarnie-Gèdre (2 communes).
- 14 communautés (soit 37,80 %) comptaient au moins 15 communes.
- 7 communautés (soit 18,90 %) comptaient au moins 20 communes.

Comparaison avec les départements voisins :
- L’émiettement des communautés était plus important que dans les départements voisins, en particulier l’Ariège et les Pyrénées-Atlantiques, dont les zones de montagne sont plus structurées[réf. nécessaire].

Population par communauté :
L’émiettement précité avait abouti à un tissu de communautés dont la très grande majorité compte un faible nombre d’habitants :
- 32 communautés sur 37 (soit 86,50 %) comptaient moins de 10 000 habitants.
- 27 communautés (73,00 %) comptaient moins de 5 000 habitants,
- 20 communautés (54,00 %)comptaient moins de 3 000 habitants, dont 17 (50,00 %) moins de 2 000 habitants et quatre moins de 500 habitants (CC Les Castels, de la Croix Blanche, de Gavarnie-Gèdre, du Haut-Arros).
- 5 communautés (soit 13,50 %) comptaient au moins 10 000 habitants ; la plupart sont situées en limite Ouest du département.
- 1 communauté comptait plus de 70 000 habitants, la CA du Grand Tarbes qui représente 32,00 % de la population départementale.

Comparaison avec les départements voisins :
- On note une situation comparable dans les Pyrénées-Atlantiques et le Gers.
- Les communautés sont plus peuplées en Haute-Garonne.

### Évolution de 2014
La loi de réforme des collectivités territoriales votée le 16 décembre 2010 prévoit d'achever la couverture intercommunale du territoire national et de renforcer la cohérence des périmètres des EPCI.
La mise en œuvre des mesures préparatoires à l'application de cette loi, dans le département des Hautes-Pyrénées, a été officiellement lancée par la lettre en date du 1er février 2011 du Préfet des Hautes-Pyrénées adressée aux maires et présidents de communautés de communes du département.

### Évolution de 2017
Au 1er janvier 2017, le département passe de 29 intercommunalités à fiscalité propre à 10 (dont une dont le siège est situé hors du département), en application du schéma de coopération intercommunale adopté en juillet 2016. Les modifications suivantes sont apportées à cette date :
- Création de la communauté d'agglomération Tarbes-Lourdes-Pyrénées par fusion de la communauté d’agglomération « Le Grand Tarbes », de la communauté de communes du Pays de Lourdes, de la communauté de communes du canton d'Ossun, de la communauté de communes Bigorre-Adour-Échez, de la communauté de communes du Montaigu, de la communauté de communes Batsurguère et de la communauté de communes Gespe Adour Alaric.
- Création de communauté de communes Adour Madiran par fusion de la communauté de communes Adour-Rustan-Arros, de la communauté de communes du Val d'Adour et du Madiranais et de la communauté de communes de Vic-Montaner.
- Extension de périmètre de la communauté de communes des Véziaux d'Aure aux communes membres de la communauté de communes d'Aure, de la communauté de communes Aure 2008, de la communauté de communes de la Haute Vallée d'Aure et de la communauté de communes de la Vallée du Louron. La communauté élargie prend alors le nom de « communauté de communes Aure Louron ».
- Création de la communauté de communes des Coteaux de Pouyastruc et du canton de Tournay par fusion de la communauté de communes des Coteaux de Pouyastruc et de la communauté de communes du canton de Tournay.
- Création de la communauté de communes Neste Barousse par fusion de la communauté de communes Vallée de la Barousse et de la communauté de communes du canton de Saint-Laurent-de-Neste.
- Création de la communauté de communes du Pays de Trie et du Magnoac par fusion de la communauté de communes du Magnoac et de la communauté de communes du Pays de Trie.
- Création de la communauté de communes du plateau de Lannemezan par fusion de la communauté de communes des Baronnies, de la communauté de communes Neste Baronnies et de la communauté de communes du Plateau de Lannemezan et des Baïses.
- Création de la communauté de communes Pyrénées Vallées des Gaves par fusion de la communauté de communes de la Vallée d'Argelès-Gazost, de la communauté de communes de la Vallée de Saint-Savin, de la communauté de communes du Val d'Azun et de la communauté de communes du Pays Toy, avec intégration de la commune isolée de Gavarnie-Gèdre.